# Protosialis bifasciata
Protosialis bifasciata là một loài côn trùng trong họ Sialidae thuộc bộ Megaloptera. Loài này được Hagen miêu tả năm 1861.